# Thorigné-Fouillard
Thorigné-Fouillard é uma comuna francesa na região administrativa da Bretanha, no departamento Ille-et-Vilaine. Estende-se por uma área de 13,58 km². Em 2010 a comuna tinha 8 729 habitantes (densidade: 642,8 hab./km²).